# Phragmatobia schwingenschussi
Phragmatobia schwingenschussi là một loài bướm đêm thuộc phân họ Arctiinae, họ Erebidae.